# جايسون ليوتويلر
جايسون ليوتويلر (25 أبريل 1989 بنوشاتيل في سويسرا - ) هو لاعب كرة قدم سويسري في مركز حراسة المرمى. شارك مع منتخب سويسرا تحت 16 سنة لكرة القدم ‏ ومنتخب سويسرا تحت 17 سنة لكرة القدم ومنتخب سويسرا تحت 19 سنة لكرة القدم ومنتخب سويسرا تحت 20 سنة لكرة القدم ومنتخب سويسرا تحت 21 سنة لكرة القدم ومنتخب كندا لكرة القدم. أما مع النوادي، فقد لعب مع شروزبري تاون ونادي بازل ونادي شافهاوزن ونادي فولن ونادي ميدلزبره وFC Concordia Basel ‏ ويافردون سبور ‏.

## وصلات خارجية
- جايسون ليوتويلر على موقع قاعدة بيانات كرة القدم.إي يو (الإنجليزية)
- جايسون ليوتويلر على موقع ناشيونال فوتبول تيمز (الإنجليزية)
- جايسون ليوتويلر على موقع Soccerbase.com (لاعب) (الإنجليزية)
- جايسون ليوتويلر على موقع Soccerway.com (الإنجليزية)
- جايسون ليوتويلر على موقع عالم كرة القدم.نت (الإنجليزية)